# Henrietta Szold
Henrietta Szold   (Baltimore, 21 de desembre de 1860 - Jerusalem, 13 de febrer de 1945) fou una lideressa jueva i sionista estatunidenca, fundadora de la Hadassah, l'Organització sionista de dones d'Amèrica. El 1942, va cofundar l'Ihud, un partit polític al Mandat Britànic de Palestina, dedicat a la recerca d'una solució binacional.

## Biografia
Henrietta Szold va néixer a Baltimore, Maryland, i era filla del rabí Benjamin Szold, que era el líder espiritual del Temple d'Oheb Shalom de Baltimore. Era la més gran de vuit filles. En 1877, es va graduar a la Western High School. Durant quinze anys va ensenyar a la Miss Adam's School i a l'escola religiosa Oheb Shalom, i va impartir cursos bíblics i d'història per a adults. Altament qualificada en estudis jueus, va editar el Diccionari Talmúdic del professor Marcus Jastrow. Per continuar la seva educació, va assistir a classes a la Universitat Johns Hopkins i a l'Institut Peabody.
Szold va establir la primera escola nocturna nord-americana per proporcionar formació en llengua anglesa i habilitats professionals als immigrants jueus russos de Baltimore. A principis de 1893, va treballar com a editora principal de la Jewish Publication Society, un càrrec que mantindria durant més de 23 anys. Com a única dona de JPS, Szold traduirà desenes de llibres, escriu articles, publica llibres i supervisa el primer American Jewish Year Book, de la qual va ser l'única editora de 1904 a 1908. També va col·laborar en la compilació de la Jewish Encyclopedia.
El 1902, Szold va rebre classes en estudis jueus avançats en el Seminari Teològic Jueu. No obstant això, la seva escola rabínica només era per als homes. Szold va suplicar al president de l'escola, Solomon Schechter, el qual li va permetre si ho feia amb la disposició de no buscar l'ordenació. Szold va estar bé al seminari, i es va guanyar el respecte d'altres estudiants i professors.

El seu compromís amb el sionisme va ser realçat per un viatge a Palestina el 1909. Va fundar Hadassah el 1912 i en va ser presidenta fins al 1926. El 1933 va immigrar a Palestina i va col·laborar amb la Jove Aliyyà, una organització que va rescatar a 30.000 nens jueus de l'Europa nazi.

## Sionisme i orígens de la Hadassah

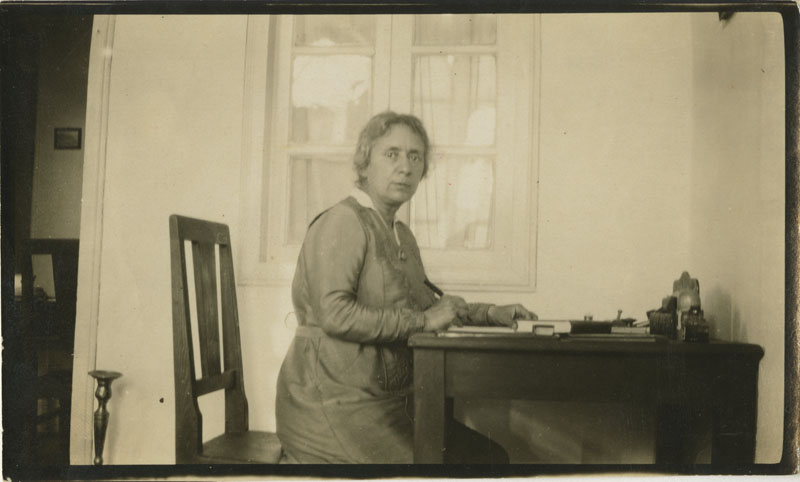
Henrietta Szold a casa seva a Jerusalem, ca. 1922

El 1896, un mes abans que Theodor Herzl publiqués la seva obra cabdal, Der Judenstaat, Szold va descriure la seva visió d'un estat jueu a Palestina (Palestina) com un indret per aplegar la diàspora i revifar la cultura jueva. El 1898, la Federació de Sionistes Americans va elegir Szold com l'única dona del seu comitè executiu. Durant la Primera Guerra Mundial, va ser l'única dona del Comitè Executiu Provisional d'Afers Sionistes Generals.
El 1909, als 49 anys, Szold va viatjar a Palestina per primera vegada i va descobrir la missió de la seva vida: la salut, l'educació i el benestar del Yixuv (comunitat jueva preestatal de Palestina). Szold es va unir a sis dones més per fundar la Hadassah, que reclutava dones jueves nord-americanes per millorar l'assistència sanitària a Palestina. El primer projecte de la Hadassah va ser la inauguració d'un programa d'infermeres visitants d'estil americà a Jerusalem. La Hadassah va finançar hospitals, una escola mèdica, instal·lacions dentals, clíniques de raigs X, instal·lacions de benestar infantil, menjadors socials i altres serveis per als habitants jueus i àrabs de Palestina. Szold va persuadir als seus col·legues que els programes pràctics oberts a tots eren crítics per a la supervivència jueva a Terra Santa. "A l'octubre de 1934, Szold va ser la pedra angular del nou Hospital Universitari Rothschild-Hadassah de la Muntanya Scopus.
Als anys vint i trenta va donar suport al Brit Xalom, una petita organització dedicada a la unitat àrab-jueva i a una solució binacional. El 1942, fou una de les cofundadores del partit Ihud que defensava el mateix programa.

## Vida personal
Szold mai no es va casar i, per a gran tristesa seva, mai no va tenir fills. Quan tenia uns quaranta anys, experimentà un amor no correspost amb el rabí Louis Ginzberg, un erudit talmudic. Tenia quinze anys menys que ella mateixa i només tenia sentiments platònics cap a ell. Quan va acabar la seva relació, va expressar la seva tristesa: "Avui, han passat quatre setmanes des que la meva única veritable alegria va ser assassinada." Anys després, va dir: "Ho canviaria tot per tenir un fill propi".

## Mort i tomba
El 13 de febrer de 1945, als 84 anys, Henrietta Szold va morir al mateix hospital Hadassah que va ajudar a construir a Jerusalem. Va ser enterrada al cementiri jueu del Mont de les Oliveres, a Jerusalem.
Des de 1948 fins a 1967, el Mont de les Oliveres es va veure separat de la resta de Jerusalem per la Guerra Civil al Mandat de Palestina de 1947-48 i els Acords d'Armistici de 1949. Després que Israel recuperés la regió a la Guerra dels Sis Dies, Kalman Mann, llavors director general del Centre Mèdic Hadassah, es va dirigir amb un grup de rabins al cementiri per avaluar la condició de la tomba de Szold. Van trobar que al damunt els jordans hi havien construït i pavimentat un camí, i que també s'havien vandalizat moltes làpides. Tanmateix, van ser capaços de localitzar el lloc de sepeli de Szold. La sepultura va ser posteriorment reconstruïda i s'hi va posar una nova làpida en una cerimònia oficial.

## L'enterrament del Qaddix
Szold era la més gran de vuit filles, i no tenia germans. En el judaisme ortodox, no era la norma que les dones recitessin l'enterrament del Qaddix. El 1916, la mare de Szold va morir, i un amic de la família, Hayim Peretz, es va oferir a recitar el Qaddix. En una carta a Peretz, Szold li agraeix, però anuncia que ho farà ella mateixa.
Conec bé i aprecio el que dius sobre el costum jueu; i el costum jueu és molt estimat i sagrat per a mi. Encara no puc demanar-te que recitis el Qaddix per la meva mare. El Qaddix significa que el supervivent manifesta públicament i clarament el seu desig i intenció d'assumir la relació amb la comunitat jueva, que tenia el seu pare, i per això la cadena de tradició continua sense interrupcions de generació en generació, afegint cadascun el seu propi vincle. Podeu fer això per a les generacions de la vostra família. Jo he de fer-ho per a les generacions de la meva família.'
La resposta de Szold a Peretz se cita a "Women and the Mourners' Kaddish", un responsum escrit pel rabí conservador David Golinkin. Aquest responsum, aprovat per unanimitat pel Vaad Halajá (Comitè de Dret) de l'Assemblea Rabínica d'Israel, permet a les dones recitar l'enterrament del Qaddix en públic en presència d'un minian. Szold era religiosament tradicional, però defensava un paper més important de les dones al judaisme rabínic.

## Commemoració
el quibuts Kfar Szold, a Galilea superior rep aquest nom en honor seu. El Palmah, en reconeixement del seu compromís amb "Aliyat Hanoar" Jove Aliyyà, va nomenar una de les embarcacions d'immigració il·legals com a Henrietta Szold. El vaixell, que portava immigrants de l'orfenat de Kiffisia a Atenes, va partir del Pireu el 30 de juliol de 1946, amb 536 immigrants a bord, i va arribar el 12 d'agost de 1946. Després d'haver resistit, els passatgers van ser arrestats r traslladats a Xipre.
El 1949, la Hadassah va crear el premi Henrietta Szold, que va rebre aquell any Eleanor Roosevelt.
L'Institut Henrietta Szold, un institut nacional de recerca en ciències del comportament, situat a Jerusalem, rep el nom d'ella. Aquest institut és el principal centre de formació i intervenció conductual a Israel.
L'escola pública 134 situada a Lower East Side, Manhattan (Nova York) porta el seu nom.
El 2007, Szold es va unir al National Women's Hall of Fame estatunidenc.
A Israel, es va decidir que el Dia de la Mare se celebrés en l'aniversari de la mort de Szold, és a dir, al Xevat.
A la part nord-oest de Baltimore, la ciutat natal de Szold, un petit carrer d'una zona residencial amb habitatges dels anys cinquanta va ser nomenat Szold Drive. La part més septentrional del carrer es troba al comtat de Baltimore.
A Nova York, la Szold Place, anteriorment Dry Dock Street 12, s'estén des East 10th Street fins a East 12th Street al barri d'East Village de Manhattan.